# Mathieu Béda
Mathieu Béda (* 28. Juli 1981 in Nizza) ist ein ehemaliger französischer Fußballspieler. Der Defensivspieler stand zuletzt in der Axpo Super League im Aufgebot des FC Zürich.

## Laufbahn
Béda begann seine Karriere im Nachwuchs des AS Vence. 1991 wechselte er zum AS Cannes, wo er bis 1997 spielte. Von 1997 bis 2001 gehörte er der Nachwuchsabteilung von Girondins Bordeaux an. In der Spielzeit 2001/02 spielte er beim AS Nancy, wo er auf 17 Einsätze in der Ligue 2 kam. Im Sommer 2002 kam er zurück zu Girondins Bordeaux, in den folgenden zwei Spielzeiten bestritt er 11 Spiele in der Ligue 1 und schoss dabei ein Tor.
Im Sommer 2004 verließ er sein Heimatland und schloss sich dem belgischen Erstdivisionär VV St. Truiden an. Dort wurde er in der Spielzeit 2004/05 20 Mal eingesetzt und konnte drei Treffer markieren. In der Hinrunde der Saison 2005/06 lief er für den Ligakonkurrenten Standard Lüttich auf, dort kam er zu 14 Einsätzen.
Zur Rückrunde der Saison 2005/06 wurde Béda vom deutschen Bundesligisten 1. FC Kaiserslautern verpflichtet und erhielt dort einen Vertrag bis 2008. Am Ende der Rückrunde stieg er mit den Teufeln in die 2. Fußball-Bundesliga ab. Von Sommer 2006 bis April 2008 war er Kapitän der Mannschaft. Er bestritt für Kaiserslautern insgesamt 67 Ligaspiele.
Nach dem Ende seines Vertrages mit dem 1. FCK schloss er sich im Sommer 2008 dem Ligakonkurrenten TSV 1860 München an. Er unterschrieb dort einen Vertrag bis 2011. Nachdem er in seiner ersten Saison in München regelmäßig zum Einsatz gekommen war, war er ab Sommer 2009 nur noch eine nachrangige Alternative für die Hintermannschaft der Löwen. Im Herbst 2009 strich ihn Trainer Ewald Lienen aus dem Kader. Anfang 2010 wurde Béda wieder eingesetzt, da mehrere Konkurrenten in der Abwehr der Sechzger nicht einsatzfähig waren. Bis zum Saisonende bestritt er 11 Partien.
Im Sommer 2010 wurde Béda vom neuen Trainer Reiner Maurer aus dem Kader der ersten Mannschaft gestrichen. Er trainierte seitdem mit der U23, wurde dort aber nicht eingesetzt. Kurz vor dem Ende der Wintertransferperiode wechselte er am 31. Januar 2011 zum FC Zürich. Insgesamt hatte Béda für die Münchner Löwen 39 Ligaspiele bestritten und dabei ein Tor geschossen. Darüber hinaus war er viermal im DFB-Pokal eingesetzt worden.
Im Frühjahr 2011 wechselte Béda zum Schweizer Erstligisten FC Zürich, wo er sich auf Anhieb einen Platz in der Stammelf erarbeitete. Bédas Vertrag wurde daraufhin um eine weitere Spielzeit verlängert. Im Mai 2013 wurde sein Vertrag mit dem FCZ vier Spiele vor Saisonende in gegenseitigem Einverständnis aufgelöst.
Mathieu Beda war seitdem als Spielerberater tätig.
Seit März 2025 ist er technischer Direktor bei den BSC Young Boys aus Bern.